# 保守本流

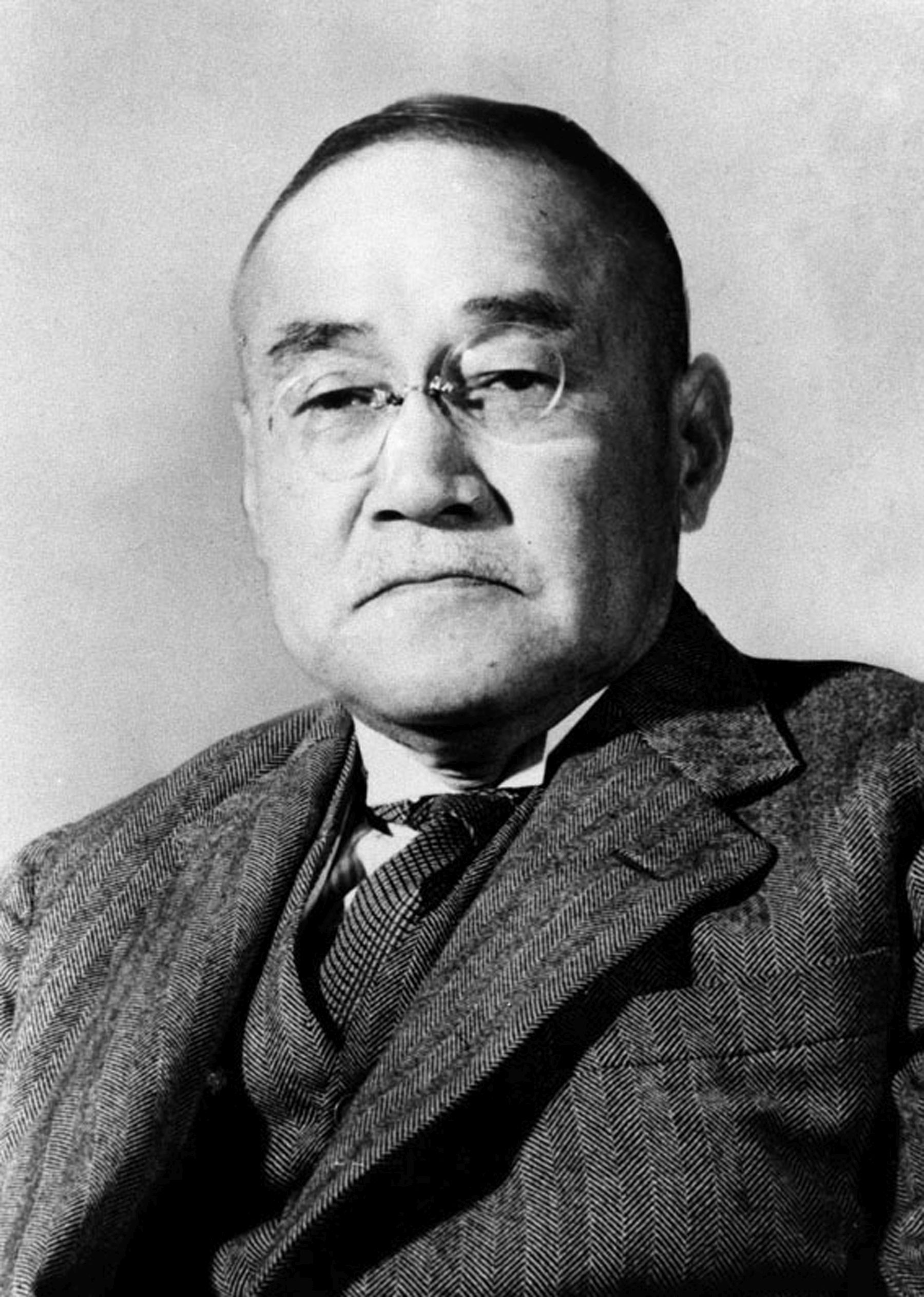
自由党を率いた吉田茂

保守本流（ほしゅほんりゅう）とは、自由民主党において、吉田茂が率いた自由党の系譜に連なる派閥やその勢力をいう。1960年代以降、長きにわたって党内の主流（多数派）を占めたことからそう呼ばれるようになった。
これに対して、日本民主党の流れをくむ勢力を保守傍流という。

## 概説
吉田茂が率いた旧自由党系の流れを汲み、池田勇人、佐藤栄作など、官僚出身者（いわゆる吉田学校）を中心とした勢力を指しており、1955年に保守合同によって自由民主党に合流した鳩山一郎、岸信介、河野一郎などを中心とする旧改進党・日本民主党のどちらかといえば党人派を中心とする系統に対立して用いられた。
政策的には吉田茂の主導した軽軍備、日米安保体制を基軸とし、国際貿易を通じた経済成長などに特色があり、戦後日本の進路を大枠において確定させたということができる。
自由民主党においては、池田勇人が池田派（宏池会）、佐藤栄作が佐藤派（周山会）を形成し、佐藤派は佐藤後継をめぐる田中角栄と福田赳夫との激しい総裁選を田中が制した結果、田中派（木曜クラブ、のちに竹下派（経世会））となった。田中内閣以降、1990年代までこの2派がほぼ一貫して主流となって政権を構成した。大平、鈴木、竹下、宮沢、橋本、小渕内閣は両派の領袖が総裁となり、三木、中曽根、海部内閣では両派が中間派閥を支持した例である。これに対して福田は、「十日会」と「党風刷新連盟」、のち「紀尾井会」に分裂した岸派を糾合して福田派（清和会）を形成、ハト派的な主流派に対して憲法改正論議など、タカ派的政策を掲げて対抗し、中曽根派、三木派など中間派を交えて、激しい抗争を数次にわたって繰り広げた。
55年体制崩壊期に有力議員の離党が相次ぎ、その後自由民主党で保守傍流系の清和会支配が確立したことから、全盛期と比べて大幅に弱体化した。

## 歴史

### 1960年代
安保闘争のあおりを受けて旧日本民主党系の岸信介が首相を辞任。後を継いだ旧自由党系宏池会の池田勇人は、「国民所得倍増計画」を掲げ経済成長優先の政策をとり、1964年東京オリンピックを実施するなど国民に復興と経済発展を実感させた。ついで、同じく旧自由党系である周山会の佐藤栄作は、安定成長への転換をはかり、7年8ヶ月におよぶ当時日本史上最も長期となった政権において大阪万博や沖縄返還などを実現、自民党政権の強固な基盤を築いた。

### 1970年代
周山会を掌握し木曜クラブを結成した田中角栄内閣のもとで列島改造を推進し新幹線、高速道路などの国土基盤を整備する一方で、護送船団体制の庇護下にある大企業主導の経済体制のもと一億総中流を実現。政治的要求を掲げる労働運動は抑制する一方、労働組合を労使協調路線に誘導する政策をとった。一方で、企業規制や公害対策を講じアメとムチの論理で社会保障を充実させた。
政治的位置は保守であるが、積極的に富の再配分を行うなど、経済的には左派（もっともこれは新保守主義・新自由主義と比較して見た場合であり、第二次大戦後の先進諸国では保守政党も混合経済体制を採用した例が多かった）であり、対外的には、アメリカとの同盟関係を重視しつつ、日中国交正常化を実現するなどアジア諸国とも緊密なパイプを築くハト派的外交を行い、積極的なODAを行い、さらに欧米主要国に依存しないエネルギー供給を模索し独自の中東外交を行った。また田中は比類のない政治指導力によって各省庁の官僚を掌握して政府に対する党の優位を確立、各種利益団体を組織化して集票マシーンとするなど、政策あるいは政治理念、そして政治手法の両面において従来の保守本流は大きく変容した。しかし、政官界を巻き込むロッキード事件によって田中が失脚すると、田中派的な政治手法は厳しい金権政治批判の対象となった。

### 1980年代
カムバックを狙った田中は自派からは総裁候補を立てず、宏池会など他派閥の領袖を支持することで、党幹事長など主要ポストなどを通じて実権を握るという方針を取り、派閥会長を退いた田中は強大な影響力を維持し闇将軍とよばれた。こうしていわゆる田中派支配が完成されることになる。
大平正芳、鈴木善幸と宏池会出身の首相に続いて、田中の支持を受けて成立した中曽根内閣のもとでは、日本においても新保守主義・新自由主義の影響力が及ぶようになり、国鉄、電電公社、専売公社の民営化などの政策が取られた。また戦後政治の総決算を掲げた中曽根は、靖国神社の公式参拝などタカ派的な要素が強く、いわゆる保守本流の路線から距離を置いた。田中派内では、田中の方針に不満を持った若手議員らがニューリーダーと呼ばれた竹下登を会長とする創政会を結成し、のちに竹下派（経世会）に発展する。
いわゆる中曽根裁定によって成立した竹下内閣では、竹下および竹下派の与野党を横断する人脈、安定した政治指導を背景に長年の懸案であった大型間接税消費税を導入、シャウプ勧告以来課題とされた「直間比率の是正」を実現した。しかし、リクルート事件では竹下自身が疑惑の渦中にあり、ほぼ全派閥にわたって多くの有力議員が事件に関与していたことが明らかになり、国民の政治不信は頂点に達した。

### 1990年代から2010年代
バブル崩壊による長期的な経済不況に見舞われ累次の「総合経済対策」により公共事業を実施するが、すでに経済構造の変化により有効的な政策にはならず国・地方の財政赤字が増大。その一方で、金丸信ら竹下派を舞台とする東京佐川急便事件、宏池会の議員が関与した共和汚職事件など疑獄事件が繰り返され、政官財トライアングルの癒着、公共事業における談合、腐敗が明らかになり、利益誘導政治が批判された。また最大派閥竹下派による「数の支配」は厳しい批判の対象となり、とくに竹下、金丸、小沢一郎の三者による政治指導は金竹小と呼ばれた。この経世会支配は、党内においても反発を呼び、加藤紘一（宮澤派）、山崎拓（中曽根派）、小泉純一郎（三塚派）らが派閥横断的な提携関係により経世会支配に対抗しようとした（YKK）。
こうして政治改革が最大の課題となり、これをめぐる混乱のなかで保守本流の流れを汲む2派閥は、経世会では政治改革をめぐって小沢一郎、羽田孜らが離脱、改革フォーラム21（羽田派）を結成するが、結局離党し、最終的に竹下派七奉行のうち4人（羽田孜、奥田敬和、渡部恒三、小沢一郎）は民主党に流れた。 鳩山由紀夫（第2代・第7代代表）、岡田克也（第4代代表）も自民党経世会（竹下派）の出身であり、そのグループである「一新会」も保守本流の流れを汲んでいる。菅直人は革新政党（社会民主連合）出身であるが「今や民主党が保守本流である」と過去に発言したことがある。
経世会は小渕恵三を会長とする平成研究会となり、橋本龍太郎、小渕恵三の2代の総理大臣を出した。宏池会は宮澤喜一の後継会長をめぐって、河野洋平、麻生太郎らが離脱、ついで派閥会長加藤紘一が支持率の低迷する森喜朗内閣の倒閣を狙ったいわゆる加藤の乱で、古賀誠を中心とする古賀派と加藤に従った小里貞利ら小里派（のちに谷垣派）に3分裂した。
森喜朗の後継首相、小泉純一郎は旧経世会の支持基盤である郵政事業の解体、道路などの公共事業の削減を進めると同時に、派閥最高幹部である野中広務、青木幹雄のうち参議院議員を掌握する青木と提携することで平成研の分断をはかり、さらに日歯連闇献金事件をきっかけに橋本が政界引退を余儀なくされ、有力な総裁候補がいないこともあり平成研（津島派）は弱体化した。
こうして保守傍流系清和政策研究会が党内で圧倒的な数を持つ第1派閥となり、小泉・安倍晋三長期政権の影響、衆議院選挙が中選挙区制から小選挙区比例代表並立制に移行したこと、小泉改革などによって派閥という概念が弱まってきていることもあり、有力議員を失った保守本流は形骸化し、自民党は保守傍流の新保守主義・新自由主義路線を中心とした党に変わった。本流と傍流が逆転したためか傍流とされる清和会のサイトの挨拶に「保守本流」を名乗る表現も見られる。そのため使用頻度は減ったが小渕恵三以降総理総裁になっていない平成研究会の復権や、宏池会系の統合（大宏池会構想）に向けて気勢を上げる合言葉として使用された。

### 2020年代
傍流系清和会発の政治資金パーティー収入の裏金問題を巡って、処分を担当する時の総理総裁岸田文雄が本流系宏池政策研究会に属することから派閥間関係が注目された。

## 派閥

### 現在の派閥
- 志公会（麻生派）

### 過去の主な派閥
- 宏池会
- 木曜クラブ
- 経世会
- 改革フォーラム21